# Малайский архипелаг
Мала́йский архипела́г (малайск. и индон. Kepulauan Melayu, ачех. Pulo-pulo Meulayu, англ. Malay Archipelago, кит. 馬來群島, там. மலாய் தீவுக்கூட்டம், яв. ꦤꦸꦱꦤ꧀ꦠꦫ Nusantara, таг. Arkipelago ng Malay, себ. Kapupud-ang Malay, исп. Archipiélago malayo, порт. Arquipélago Malaio) — морской архипелаг в Юго-Восточной Азии, самый большой в мире.

## География
Малайский архипелаг включает в себя Большие Зондские, Малые Зондские, Молуккские, Филиппинские и несколько групп, состоящих из мелких островов. По некоторым версиям не включает Новую Гвинею, которая относится к Океании. Некоторые не относят к архипелагу Филиппинские острова, выделяя их в отдельную физико-географическую страну. Самые крупные острова — Калимантан — 743 330 км² и Суматра — 473 000 км². Самый населённый остров — Ява — 140 млн чел.
На островах более 330 вулканов, из которых около 100 — действующие. Самый известный — Кракатау. На Суматре находится более 10 действующих вулканов, большая часть их относится к хребту Барисан. Самым активным из них и самым высоким в Индонезии является вулкан Керинчи (Индрапура), высота которого составляет 3805 метров. Самым активным участком современного вулканизма считается остров Ява — остров почти полностью вулканического происхождения; она содержит тридцать восемь гор, образующих хребет Восток-Запад, которые в то или иное время были активными вулканами. Самый высокий вулкан на Яве — гора Семеру (3676 метров). Самым активным вулканом на Яве, а также в Индонезии гора Мерапи (2930 метров), являющаяся самой высокой точкой острова. В Зондском проливе, между островами Ява и Суматра, находится действующий вулкан Кракатау, широко известный благодаря одному из самых смертоносных и разрушительных в истории извержений. Оно началось в мае 1883 года и завершилось серией мощных взрывов 26 и 27 августа 1883 года, в результате которых большая часть острова Кракатау была уничтожена. В Филиппинский архипелаг входит более 7000 островов. Самые крупные из них: Лусон, Минданао, Самар, Панай, Палаван, Негрос, Миндоро, Лейте, Бохоль, Себу. Рельеф островов гористый, самая высокая точка — вулкан Апо (2954 м) — расположен на острове Минданао. Горные хребты — вулканического происхождения, так как архипелаг находится на стыке материковой и океанической литосферных плит. Он входит в Тихоокеанское вулканическое огненное кольцо и является одной из наиболее активных в сейсмическом отношении его частей. Климат Малайского архипелага вызван его географическим расположением в экваториальных и в меньшей степени в субэкваториальных широтах, в связи с чем здесь преобладает экваториальный и тропический морской воздух. На Малайском архипелаге располагаются государства Индонезия (почти полностью), Малайзия (частично), Бруней, Восточный Тимор и Филиппины.